# 布雷德沃格尼帕峰
69°21′S 39°48′E / 69.350°S 39.800°E
布雷德沃格尼帕峰，是南極洲的山峰，位於毛德皇后地的哈拉爾王子海岸，處於廣江山東南面1公里，海拔高度325米，根據挪威探險隊拍攝的空中照片繪入地圖，現時由南極條約體系管理。

## 外部連結
- . . United States Geological Survey.   [2011-09-02].
- 本条目引用的公有领域材料来自美国地质调查局的文档《Breidvågnipa Peak》 （資料來自地名信息系统）。